# Dora la Cordobesita
Dolores Castro Ruiz (Córdoba, 22 de mayo de 1902-Sevilla, 25 de abril de 1965), conocida como Dora la Cordobesita o de una forma más familiar "La Niña", fue una cupletista española, que era emblema de la belleza de la mujer cordobesa, ya que posó en varias ocasiones para el pintor Julio Romero de Torres.

## Biografía
Nació en Córdoba el 22 de mayo de 1902, en el castizo barrio de San Lorenzo. Desde muy pequeña sintió gran vocación por el arte de la canción en su versión del cuplé andaluz. A los ocho años la conoció el empresario cordobés Antonio Cabrera Díaz, subiéndola al escenario en el año 1914. Fue por primera vez en el desaparecido Salón Ramírez, siendo presentada por la famosa Amalia Molina, cuyo estilo imitaba Dora.
Sus triunfos la catapultaron por los principales teatros de Andalucía y España, actuando en muchas ocasiones en los sevillanos Lloréns e Imperial así como el Teatro Principal de Cádiz, en el Teatro Cervantes de Granada y el Gran Teatro de Córdoba (en estos dos últimos es donde obtuvo mayor popularidad). También viajó a Jerez, Bilbao o Barcelona. Las actuaciones las realizaba como tonadillera en el conocido espectáculo "Lo mejor de Córdoba" entre otros montajes. Posteriormente, en el año 1923, actuó en el nuevo Teatro Duque de Rivas de Córdoba, antes denominado Teatro Circo y también Parque Recreativo. Su presentación en Madrid, en 1919, la realiza en el famoso Teatro Romea situado en la calle de Carretas, donde se pagaba a las cupletistas uno de los mayores caché, de su tiempo, concretamente 500 pesetas por noche.
Sus actuaciones la hicieron famosa al interpretar toreo de salón con pases a diestro y siniestro. Al unísono, cantaba un pasodoble elogiando los valores taurinos de Joselito y Belmonte, acompañada por el público, que no cesaba de jalearla en continuos "olés" Hizo populares numerosas canciones entre ellas: “La rosa de los calés”, “Cruz de Mayo cordobesa”, “Yunque y martillo” o “Nativa de Faraón”; la mayoría eran partituras del maestro Font de Anta, por el que la singular Dora sentía verdadera veneración.
Fue una de las principales tonadilleras de los años veinte, cuando el cuplé tuvo su época dorada. La prensa de aquel momento, tanto periódicos como revistas, seguían con fervor las galas de Dora dando puntual información de sus éxitos, convirtiéndola en una referencia para todas aquellas jovencitas que tenían aspiraciones para entrar en el mundo de la farándula. Eran tan pegadizas las coplas, que éstas, tatareaban sus canciones e igualmente las cantaban las vecinas de los patios compartidos en sus lavaderos o cocinas comunes, aquellos lugares tan frecuentes en las casas de los barrios castizos de toda Andalucía.
A principios de los años veinte, su empresario la presentó en Madrid ante su paisano, el pintor Julio Romero de Torres, que ya tenía referencias de ella. Al verla, quedó prendado de su belleza y le propuso tomarla como modelo para realizar diferentes cuadros. Entre ellos, A la espada de una Guitarra y el famoso Anís La Cordobesa, pintura hecha para publicidad. Fue modelo del gran artista pictórico hasta 1925.
En pleno éxito, Dora conoce al matador de toros Manuel Jiménez Moreno "Chicuelo". Formalizaron su noviazgo en la Feria del Corpus de Granada del año 1924. Se casaron el 10 de noviembre de 1927 en la Iglesia Hospital de San Jacinto llamada de Los Dolores, en la artística plaza de Capuchinos o del Cristo de los Faroles. A partir de ese momento se estableció en su nueva residencia de Sevilla en la popular Alameda de Hércules, en el chalet que fuera de El Gallo. Chicuelo anunció entonces que su esposa se retiraba de los escenarios para atender sus menesteres familiares. No dejó de visitar Córdoba con frecuencia, en especial para ver a la Virgen de los Dolores de la cual era muy devota.
Falleció el 25 de abril de 1965, estando enterrada en el panteón familiar de los Chicuelos en el cementerio sevillano de San Fernando.